# کونان، آیچی
کونان، آیچی از شهرهای استان آیچی ژاپن است که جمعیت آن در ۱ ژانویه ۲۰۰۸ ۱۰۰٬۰۶۴نفر بوده‌است.